# Okręg wyborczy Nottingham South
Okręg wyborczy Nottingham South powstał w 1885 r. i wysyłał do brytyjskiej Izby Gmin jednego deputowanego. Okręg zlikwidowano w 1974 r., ale odtworzono go już w 1983 r. Okręg obejmuje południową część miasta Nottingham.

## Deputowani do brytyjskiej Izby Gmin z okręgu Nottingham South

### Deputowani w latach 1885–1974
- 1885–1886: John Carvell Williams
- 1886–1895: Henry Smith Wright
- 1895–1906: lord Henry Cavendish-Bentinck, Partia Konserwatywna
- 1906–1910: Arthur Richardson
- 1910–1929: lord Henry Cavendish-Bentinck, Partia Konserwatywna
- 1929–1935: George Wilfrid Holford Knight, Narodowi Laburzyści
- 1935–1945: Frank Markham, Narodowi Laburzyści
- 1945–1955: Norman Smith, Co-operative Party
- 1955–1959: Denis Keegan, Partia Konserwatywna
- 1959–1966: William Clark, Partia Konserwatywna
- 1966–1970: George Henry Perry, Partia Pracy
- 1970–1974: Norman Fowler, Partia Konserwatywna

### Deputowani po 1983 r.
- 1983–1992: Martin Brandon-Bravo, Partia Konserwatywna
- od 1992: Alan Simpson, Partia Pracy